# Yayakbaşı, Düzce
Yayakbaşı là một xã thuộc thành phố Düzce, tỉnh Düzce, Thổ Nhĩ Kỳ. Dân số thời điểm năm 2010 là 382 người.